# Seminário do Fundão
O Seminário Menor do Fundão foi uma instituição de ensino religioso localizada nos arredores do Fundão, concelho do Distrito de Castelo Branco, destinada a formar missionários católicos.
O Seminário foi trazido para o Fundão pela diocese da Guarda em 1915, para suprir a lacuna da educação dos jovens seminaristas criada após o encerramento do seminário da Mitra, no Vale do Mondego, que acabou confiscado após a implantação da República. No Fundão, o seminário, que pelas circunstâncias do momento se chamava internato académico, começou por ser instalado numa antiga fábrica de fiação, doada por António Ribeiro Ferreira, foi nessa primeira casa, que Vergílio Ferreira descreveu o seminário no seu livro “Manhã Submersa”. Em 1935 a instituição muda-se para um novo edifício, construído para o efeito pela diocese da Guarda, numa quinta doada pela família Alves Monteiro, local onde permaneceu em funcionamento até fechar portas em 2014, tendo desde então a câmara municipal do Fundão utilizado as suas instalações para várias finalidades.